# LeftRightLeftRightLeft
LeftRightLeftRightLeft je živé album anglické alternativní rockové skupiny Coldplay, vydané 15. května 2009. Album je možné zdarma stáhnout z oficiálních stránek kapely. Během šesti dnů si jej stáhlo přes 3,5 miliónů lidí.
Album má za cíl ukázat dík skupiny za věrnost fanoušků. Členové kapely uvedli, že „hraní na živo je to, co milují“ a taky že je album „poděkování fanouškům - lidem, kteří jim dávají důvod dělat to, co dělají.“

## Seznam skladeb
1. Glass of Water - 4:44
2. 42 - 4:52
3. Clocks - 4:40
4. Strawberry Swing - 4:16
5. The Hardest Part/Postcards from Far Away - 4:15
6. Viva la Vida - 5:24
7. Death Will Never Conquer - 1:39
8. Fix You - 5:38
9. Death and All His Friends - 4:24